# 螢橋
螢橋是臺灣臺北市中正區南部的一個地理區，廈門街附近的螢雪、螢圃、網溪、河堤等里以及板溪、頂東2里之西側即屬之。為過去古亭之西半部，臺灣日治時期稱為川端町，現在劃為古亭次分區。

## 由來
因日治時期在和平西路、三元街、西藏路沿線有一條小溪，溪上的小木橋（位置約在廈門街與和平西路路口稍微偏南處）在夏秋之際常有螢火蟲飛舞，景色甚美，成為親子夜遊的好去處而得名。
今日的螢橋，已無螢火蟲紛飛的景象，而是一個人口密集，商家眾多的住商混合區。

## 區內設施
- 螢橋車站：已經廢止的臺鐵新店線曾於此設有螢橋車站。
- 螢橋國小：汀州路靠近泉州街的地段，原川端國民學校。
- 長慶廟：舊稱「古亭庄福德爺」廟
- 中正橋：舊稱川端橋，為臺北市區通往永和的門戶。
- 古亭河濱公園
- 紀州庵

## 其他設施
- 螢橋國中：在臺北市客家文化主題公園和三軍總醫院汀州院區中間的汀州路上，屬公館次分區。為戰後成立之新學校，用地為原水道町內之川端公園的一部分。

螢橋國中的位置，離真正螢橋甚遠。螢橋國中和螢橋國小雖然都以螢橋為名，兩者的距離卻有二公里之遙。